# أحمد سلامة مبروك
أحمد سلامة مبروك (1956 – 3 أكتوبر 2016)، المعروف باسم أبو الفرج المصري، هو قيادي بارز في جماعة "جبهة فتح الشام" السورية المسلحة، شغل سابقًا مناصب قيادية في كل من "جبهة النصرة" و"الجهاد الإسلامي المصري".
كان أحد الأشخاص الـ 14 الذين تعرضوا لعمليات تسليم استثنائية نفذتها وكالة الاستخبارات المركزية (CIA) قبل إعلان الحرب على الإرهاب عام 2001.
قُتِل في غارة للتحالف الدولي في جسر الشغور شمال سوريا في يوم الاثنين 3 أكتوبر 2016م.

## المولد والنشأة
ولد في عام 1385 هـ الموافق 8 ديسمبر عام 1956 م في قرية «المتانيا» إحدى قرى العياط في محافظة الجيزة. نشأ في أسرة متدينة وكانت أمه متدينة فعلمته الصيام وهو ابن أربع سنوات كما كانت توقظه لقيام الليل. أتم تعليمه الابتدائي والإعدادي بمدرسة "متانيا" والثانوي بمدرسة صلاح سالم الثانوية" وكان وقتها بارزاً في النشاط الطلابي كما كان مسؤول الإذاعة بالمدرسة وبعدها التحق الشيخ بكلية الزارعة جامعة القاهرة عام 1974 م وحصل منها على بكالوريوس زراعة عام 1979 م. عمل أخصائي في إدارة الشؤون الاجتماعية قرية "متانيا" مركز العياط الجيزة. إبان تلك الفترة توطدت علاقته بإمام مجاهدي مصر الشيخ محمد عبد السلام فرج وكان يذهب إليه في بيته لحضور دروس العلم والتي كانت تدور حول قضايا الحاكمية والجهاد.
دأب أحمد سلامة خلال تلك الفترة على القراءة وتعلم الدين ومعنى الجهاد ومنها كتاب «الفريضة الغائبة» لمحمد عبد السلام فرج و«رسالة الإيمان» لصالح سرية و«معالم على الطريق» لسيد قطب وغيرها من الكتب. قام أحمد سلامة بدعوة أهالي قريته إلى الالتزام الديني، وتعريفهم بواجبهم تجاه الإسلام عن طريق اللقاءات الدعوية فتأثر به عدد كبير منهم وكذلك نشط في دعوة أبناء قرية «ببا» بمحافظة بني سويف[ ؟ ] وكذلك وسط كليته بجامعة القاهرة. وفي أواخر عام 1979، وفي أعقاب إنهائه دراسته الجامعية تم تجنيده بسلاح المخابرات الحربية بمنطقة حلمية الزيتون قرابة خمسة أشهر إلا أنه تم استبعاده لنشاطه الإسلامي ونقله لسلاح الاستطلاع بمنطقة دهشور عام 1981 م وفي نفس العام أنهى خدمته العسكرية.
تأثر الشيخ أحمد سلامة مبروك بقضية الفنية العسكرية وقام بعدها بإعادة تنظيمها مع الشيخ محمد عبد السلام فرج والشيخ مصطفى يسري. وكان أميرهم الشيخ مصطفى يسري، وبعد فترة اكتشف الشيخ مصطفى يسري أن هناك مرشد اخترق الجماعة في الإسكندرية فقرر حل الجماعة وأكمل أحمد سلامة مبروك ومحمد عبد السلام فرج وبدؤوا في التوحيد بين جماعة وجه قبلي وإخوانهم في وجه بحري.

## اعتقاله
اعتقل أحمد سلامة مبروك بعد اغتيال الرئيس السادات عام 1981، وحكم عليه بالسجن لمدة 7 سنوات في «قضية الجهاد الكبر». وشهد الخلافات والمشاحنات بين أفراد جماعته حتى أنه اعتزلهم عندما وقعت فتنة بينهم في موضوع الإمارة وحاول مع الدكتور أيمن الظواهري جاهدين الإصلاح بينهما لكن دون جدوى. فانشغل بالعبادة وحفظ القرآن كما أتم الدراسة بالمعهد العالي للدراسات الإسلامية مع رفيق دربه الرائد عصام القمري.
وبعد الإفراج عنه عام 1988 م هاجر إلى أفغانستان والتحق بركب المقاتلين الإسلاميين، وهناك التقى صديقه الحميم ورفيق دربه الدكتور أيمن الظواهري وبدأ معه العمل سوياً في «جماعة الجهاد المصرية». وفي عام 1998 م بينما الشيخ في أذربيجان إذا برجال المخابرات هناك بتعاون مع المخابرات الأمريكية والمصرية تختطفه من هناك على طريقة عصابات المافيا ورُحل إلى مصر سراً وظل ضباط الأمن ينفون وجوده خلال 8 أشهر حتى جلسة النطق بالحكم أمام المحكمة العسكرية يوم 18 إبريل عام 1999 م وبينما كانت «المحكمة العسكرية العليا» تنظر قضية ما أطلق عليه إعلامياً «العائدون من ألبانيا» وقبل جلسة النطق بالحكم فجر الشيخ أحمد النجار مفاجأة أثناء تلاوة اسم أحمد سلامة مبروك أنه هارب خارج البلاد.

صرخ الشيخ أحمد النجار قائلاً للمحكمة:
 فأسقط في أيدي المحكمة بسبب حضور المحامين وبعض وسائل الإعلام فأمر رئيس المحكمة قوات الأمن بإحضار أحمد سلامة مبروك وفي يوم جلسة الحكم تبين أن مباحث أمن الدولة كذبوا على المحكمة وعلى الرأي العام وأن أحمد سلامة مبروك لم يكن هارباً ولا غائباً حيث ذكر أنه اختطف من دولة أذربيجان وأحضروه ليسمع النطق بالحكم عليه بالأِشغال الشاقة المؤبدة.
ودخل أحمد سلامة مبروك السجن للمرة الثانية ولكن هذه المرة ليقضي ربع قرنٍ في ظروف قاسية في فترة هي أشد فترات السجون المصرية.

## أزمة الوثيقة
اتهم سلامة بأنه من الموقعين على الوثيقة بالسر. وقد أعلن أحمد سلامة مبروك موقفه من التراجعات مرارًا ومنها رده على ترجعات سيد إمام والتي نشرتها جريدة الدستور اليومية بتاريخ الثلاثاء 30 ديسمبر عام 2007 م وكذلك مركز المقريزي للدراسات التاريخية جاء فيها:
وقد أصدر أحمد سلامة مبروك قراراً لجميع أعضاء التنظيم يعلنهم فيه بأنه من سيوافق علي الوثيقة أو المراجعات أو المبادرة أو أي شكل من أشكالها أو مسمياتها فهو مفصول من التنظيم وبدون تحقيق. ويؤكد أنه ثابت حتي ولو جره ذلك إلي حبل المشنقة فلن يتراجع أو يوافق علي أي مراجعات. وكذلك لإظهار الحق وللعلم فإن المدعو سيد إمام انقطعت صلته تماماً بجماعة الجهاد منذ أواخر عام 1993 م ولم يطلب منه أحد التحدث باسم جماعة الجهاد[ ؟ ]. وليكن المدعو سيد إمام واضحاً أمام نفسه لماذا أظهر هذه المراجعات عندما دخل السجن ولماذا لم يظهرها للعالم قبل القبض عليه طالما أنه كما يدعي يريد إظهار الحق.

## مقالات ذات علاقة
- محمد الظواهري
- الفريضة الغائبة
- توحيد الحاكمية

## وصلات خارجية
- من تنظيم «الجهاد» المصري إلى تنظيم «القاعدة» محاضر التحقيق الكاملة مع احمد إبراهيم السيد النجار - شفــــاف الشــــرق الأوســــط
- في حوار هاتفي مع موقع المقريزي الشيخ يحيى خلف يكذب.. الشيخ أنور عكاشة في مزاعمه! مركز المقريزى للدراسات التاريخية[وصلة مكسورة]